# 6 Hebe
För andra betydelser, se Hebe (olika betydelser).
6 Hebe eller 1947 JB är den sjätte asteroiden som upptäcktes. Upptäckten gjordes av den tyske astronomen Karl Ludwig Hencke, som också har upptäckt 5 Astraea. Han gjorde upptäckten den 1 juli 1847, och detta var den andra och sista asteroiden han hittade. Hebe döptes efter den grekiska gudinnan Hebe på förslag av  Carl Friedrich Gauss.
Man tror att de flesta meteoriter (så många som 40%) som faller ner på jorden har sitt ursprung i Hebe. Ett par av indicierna för detta är:
- Hebe är mycket väl placerad för att kunna sända meteorider i banor som kan korsa jordens.
- Dess spektrum är likt det som förknippas med denna typ av meteoriter.[7]

Ljuskurveanalyser visar att Hebe är kantigt formad, något som kan bero på kratrar efter stora meteoritnedslag. Den har ljus yta; kanske ännu ett tecken på att Hebe själv utsatts för omfattande meteoritbombardemang.

## Måne?
Under en ockultation av en stjärna 5 mars, 1977 observerade P. D. Maley att det finns en 20 km stor måne i omloppsbana, 900 km från Hebe. Den kom att få smeknamnet "Jebe". Någon bekräftelse på denna observation har ännu inte inkommit.